# Árpád Göncz
Árpád Göncz (wym. [aːrpaːd gønts]; ur. 10 lutego 1922 w Budapeszcie, zm. 6 października 2015 tamże) – węgierski polityk, prawnik, pisarz, tłumacz literatury angielskiej i amerykańskiej, działacz węgierskiej opozycji demokratycznej, więzień polityczny. W 1990 przewodniczący Zgromadzenia Narodowego, od 1990 do 2000 pierwszy po przemianach politycznych niekomunistyczny prezydent Węgier.

## Życiorys
Urodził się w rodzinie inteligenckiej. W 1944 ukończył studia prawnicze na Uniwersytecie Pétera Pázmánya. Od 1939 do 1944 pracował w instytucji kredytowej. W 1944 został powołany do wojska węgierskiego, z którego w 1945 zdezerterował. Po II wojnie światowej działał w antykomunistycznym ruchu oporu. Dołączył do Niezależnej Partii Drobnych Rolników (FKgP). Wydawał młodzieżową gazetę „Nemzedék. Był także sekretarzem partyjnej frakcji i osobistym sekretarzem Béli Kovácsa, jednego z liderów FKgP.
W 1952 podjął naukę na Uniwersytecie Rolniczym w Gödöllő, gdzie do 1956 ukończył cztery lata studiów. Brał udział w rewolucji z 1956, za swoją działalność w 1957 został aresztowany, a w 1958 skazany na karę dożywotniego pozbawienia wolności. W 1960 brał udział w proteście głodowym. W 1963 uzyskał zwolnienie na mocy amnestii.
Pracował w instytucie badawczym branży chemicznej i w przedsiębiorstwie ulepszania gleby. Podjął jednocześnie próbę ukończenia studiów rolniczych, jednak został skreślony z listy studentów. Od 1965 pracował jako niezależny tłumacz i pisarz. Tłumaczył dzieła m.in. Johna R.R. Tolkiena, Williama Faulknera, Williama Goldinga, Ernesta Hemingwaya czy Edith Wharton. Napisał kilka sztuk scenicznych, był też autorem prozy.
W 1988 powrócił do aktywności politycznej. Był wówczas współzałożycielem niezależnej organizacji Szabad Kezdeményezések Hálózata i następnie Związku Wolnych Demokratów, wchodził w skład kierownictwa tej partii. W 1990 został wybrany na posła do Zgromadzenia Narodowego. 2 maja 1990 został przewodniczącym parlamentu i tym samym pełniącym obowiązki prezydenta Węgier. 4 sierpnia tegoż roku Zgromadzenie Narodowe wybrało go na urząd prezydenta. W 1995 uzyskał reelekcję na drugą kadencję, którą zakończył 4 sierpnia 2000.
Był żonaty z Zsuzsanną Göntér, miał czwórkę dzieci, w tym córkę Kingę Göncz, która również zaangażowała się w działalność polityczną.

## Odznaczenia i wyróżnienia
- Krzyż Wielki z Łańcuchem Orderu Zasługi – 1991, Węgry, ex officio
- Wielka Gwiazda Odznaki Honorowej za Zasługi dla Republiki Austrii – 1999, Austria
- Order Lwa Białego I klasy – 2003, Czechy[7]
- Łańcuch Orderu Zasługi Cywilnej – 1999, Hiszpania
- Krzyż Wielki Orderu Witolda Wielkiego – 1999, Litwa[8]
- Honorary Companion of Honour with Collar Orderu Narodowego Zasługi – 1995, Malta[9]
- Krzyż Wielki Klasy Specjalnej Orderu Zasługi RFN – 2000, Niemcy[10]
- Krzyż Wielki Orderu Świętego Olafa – 1999, Norwegia
- Order Orła Białego – 1994, Polska[11]
- Krzyż Wielki Orderu Wolności – 1993, Portugalia[12]
- Krzyż Wielki z Łańcuchem Orderu Gwiazdy Rumunii – 2000, Rumunia
- Krzyż Wielki Orderu Dobrej Nadziei – 1999, Południowa Afryka[13]
- Order Podwójnego Białego Krzyża I klasy – 2000, Słowacja[14]
- Order Królewski Serafinów – 1996, Szwecja
- Kawaler Krzyża Wielkiego Orderu Zasługi Republiki Włoskiej Udekorowany Wielką Wstęgą – 1991, Włochy[15]
- Tytuł honorowego obywatela Poznania – 1996[16]